# オオハシシギ
オオハシシギ（大嘴鴫、学名:Limnodromus scolopaceus ) は、チドリ目シギ科に分類される鳥類の一種である。名前の由来は、クチバシが大きく長いことから。

## 分布
シベリア北東部とアラスカの一部で繁殖し、冬季はカリフォルニア州からメキシコにかけての地域に渡りをおこない越冬する。
日本では旅鳥または冬鳥として渡来するが、渡来数は少ない。

## 形態
全長約29cm。嘴は黒色で、他のシギ類と比べて太くまっすぐ伸びている。成鳥夏羽は、顔から腹は赤褐色で胸から脇腹にかけて黒い縦斑がある。飛翔中に次列風切の先に白線が出る。成鳥冬羽は、頭上や体の上面は灰褐色で、眉斑は白い。体の下面は白っぽい。
雌雄同色である。 

## 生態
海沿いの水田や湿地のほか、干潟でも見られる。非繁殖期は小群を形成するが、日本では1-2羽でいることが多い。繁殖期には縄張りを形成する。
食性は主に動物食で、嘴を地中に深く差し込んで昆虫類や巻貝などの貝類を採食する。植物の種子を食べることもある。採食は普通は朝夕に行う。
繁殖形態は卵生。湿地の地上に営巣し、3-4卵を産む。

## 類縁種
亜種は存在しない。
- Limnodromus griseus, w:Short-billed Dowitcher, アメリカオオハシシギ
- Limnodromus semipalmatus, w:Asian Dowitcher, シベリアオオハシシギ